# Рапп, Юхан
Юхан Рапп (швед. Johan Rapp; род. 8 февраля 2001) — шведский футболист, полузащитник «Вернаму».

## Клубная карьера
Начал заниматься футболом в клубе «Вестра Ингельстад» в шестилетнем возрасте. В 13 лет перешёл в «Мальмё». В начале 2020 года стал привлекаться к тренировкам с основным составом. Проходил просмотры в «Мьельбю» и «Ландскруне».
В августе 2020 года подписал контракт с «Ландскруной» на два с половиной года. Первую игру за новый клуб провёл 3 октября против «Шёвде». По итогам сезона клуб стал победителем стыковых матчей и вышел в Суперэттан. В июле 2021 года Рапп продлил контракт с командой до конца 2023 года.
14 февраля 2024 года перебрался в «Вернаму», с которым заключил контракт, рассчитанный на четыре года. 1 апреля 2024 года во встрече первого тура с «Эльфсборгом» дебютировал в чемпионате Швеции, появившись на поле в стартовом составе.

## Клубная статистика
| Выступление      | Выступление      | Выступление      | Лига | Лига | Кубки | Кубки | Конт. кубки | Конт. кубки | Разное | Разное | Итого | Итого |
| Клуб             | Лига             | Сезон            | Игры | Голы | Игры  | Голы  | Игры        | Голы        | Игры   | Голы   | Игры  | Голы  |
| ---------------- | ---------------- | ---------------- | ---- | ---- | ----- | ----- | ----------- | ----------- | ------ | ------ | ----- | ----- |
| Ландскруна       | Дивизион 1       | 2020             | 9    | 0    | 0     | 0     | 0           | 0           | 1      | 0      | 10    | 0     |
| Ландскруна       | Суперэттан       | 2021             | 24   | 1    | 2     | 0     | 0           | 0           | 0      | 0      | 26    | 1     |
| Ландскруна       | Суперэттан       | 2022             | 28   | 2    | 2     | 0     | 0           | 0           | 0      | 0      | 30    | 2     |
| Ландскруна       | Суперэттан       | 2023             | 29   | 1    | 4     | 0     | 0           | 0           | 0      | 0      | 33    | 1     |
| Ландскруна       | Итого            | Итого            | 90   | 4    | 8     | 0     | 0           | 0           | 1      | 0      | 99    | 4     |
| Вернаму          | Алльсвенскан     | 2024             | 2    | 0    | 2     | 0     | 0           | 0           | 0      | 0      | 4     | 0     |
| Вернаму          | Итого            | Итого            | 2    | 0    | 2     | 0     | 0           | 0           | 0      | 0      | 4     | 0     |
| Всего за карьеру | Всего за карьеру | Всего за карьеру | 92   | 4    | 10    | 0     | 0           | 0           | 1      | 0      | 103   | 4     |